# Kateryna Bilokur
Kateryna Vasylivna Bilokur (em ucraniano: Катерина Василівна Білокур; Bohdanivka, 7 de dezembro [Calend. juliano: 24 de novembro] de 1900 – Bohdanivka, 9 de junho de 1961) foi uma artista popular, pintora e poeta ucraniana nascida na província de Poltava. Depois de um início pouco promissor, suas obras ficaram conhecidas no final das décadas de 1930 e 1940 por seu interesse pela natureza. Suas pinturas ficaram famosas pelas representações da vida camponesa das mulheres ucranianas. Acima de tudo, foram as flores de Bilokur feitas em óleo sobre tela que lhe trouxeram reconhecimento geral, com os críticos observando que “ela vê a alma das flores”.
Bilokur foi nomeada Artista do Povo da Ucrânia em 1951. Várias fontes relatam uma lenda popular de que Pablo Picasso viu o trabalho de Bilokur exposto em Paris e comentou: “Se tivéssemos uma artista desse nível, faríamos o mundo inteiro falar sobre ela”.

## Biografia
Ela nasceu em (O.S.) 24 de novembro, (N.S.) 7 de dezembro de 1900 na vila de Bohdanivka.
Com aproximadamente 7 anos de idade, Bilokur aprendeu a ler. Sua família decidiu não mandá-la para a escola, para economizar dinheiro com sapatos e roupas. Ela começou a desenhar desde pequena, embora seus pais não gostassem desse hobby e não permitissem que ela o fizesse. Bilokur continuou desenhando secretamente, usando trapos velhos e carvão.
“Roubei um pedaço de tela branca de minha mãe e peguei um pedaço de carvão... Vou desenhar algo em um lado do trapo, depois aprecio o que criei, depois desenho algo no outro lado... E dessa vez... Não desenhei algo que vi, mas sim alguns pássaros que imaginei... Minha alma se sentiu tão feliz com o que eu podia inventar! Eu olhava para o meu desenho e ria loucamente... Foi quando meus pais me pegaram. Eles rasgaram meu desenho e o jogaram no forno... “Que loucura é essa? O que está fazendo? O que aconteceria se outras pessoas vissem você fazendo isso? Que demônio vai aceitar se casar com você depois disso!...” Mas onde quer que eu vá, o que quer que eu faça - tenho uma imagem em minha mente que simplesmente tenho que desenhar, ela me segue... Estou ofendida com a natureza, ela foi cruel comigo, ao me dar esse enorme amor pelo desenho sagrado, e depois me tirou qualquer chance de criar esse trabalho maravilhoso em toda a extensão do meu talento!”
Ela desenhou vários cenários para um clube de teatro local, organizado por sua vizinha e parente distante, Nikita Tonkonog. Mais tarde, Bilokur se apresentaria no palco desse teatro.
Entre os anos de 1922 e 1923, Bilokur ficou sabendo da escola profissional de cerâmica artística de Myrhorod. Ela selecionou dois de seus próprios desenhos e viajou para Myrhorod: um era uma cópia de uma pintura e o outro um esboço da casa de seu avô, ambos em papel que ela comprou especialmente para essa ocasião. Mas ela não foi aceita na escola, pois não tinha nenhuma educação formal anterior. Após isso, ela voltou para casa a pé.
O desejo de desenhar nunca a abandonou. Posteriomente, ela começou a frequentar uma aula de teatro organizada por dois professores que eram um casal, os Kalita.
Seus pais concordaram que ela participasse de peças, com a condição de que sua atuação não interferisse nas tarefas domésticas. Em 1928, Bilokur ouviu falar de uma escola de teatro em Kiev e decidiu tentar a sorte lá. Mas, mais uma vez, foi rejeitada por falta de formação anterior.
No outono de 1934, ela tentou cometer suicídio afogando-se no rio Chumgak, onde teve seus pés lesionados pelo frio. Após a tentativa de suicídio, seu pai finalmente concordou em deixá-la desenhar.

## Período criativo

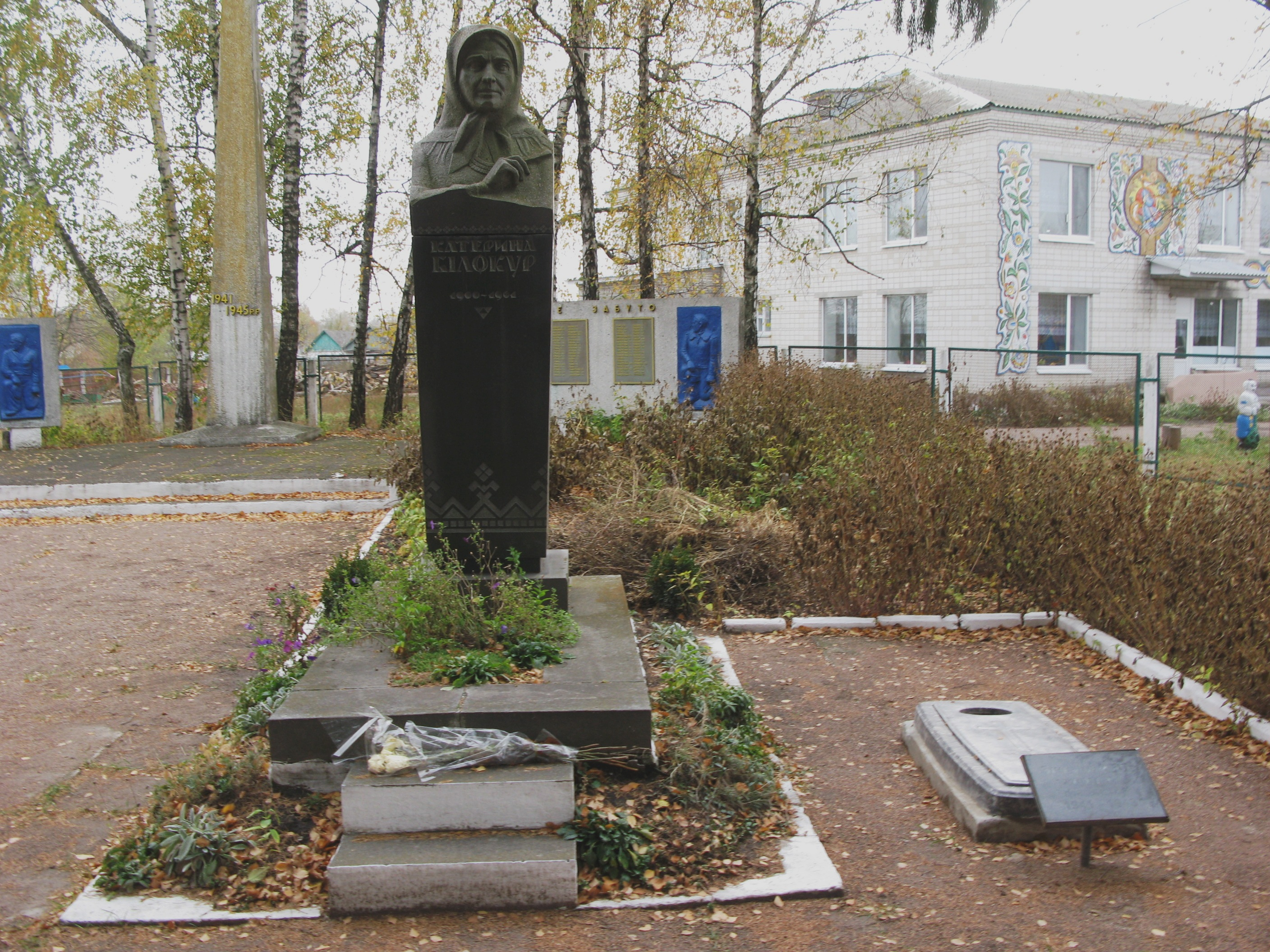
Túmulo de Bilokur em Bohdanivka.

Na primavera de 1940, Bilokur ouviu no rádio uma música chamada “Or was I not the viburnum on the meadow” (Ou não era eu o viburnum no prado), interpretada por Oksana Petrusenko. A música impressionou Bilokur de tal forma que ela escreveu uma carta para a cantora, anexando um desenho de um viburno em um pedaço de tela. Muito impressionada com o desenho, a cantora, após consultar seus amigos Vasyl Kasiyan e Pavlo Tychina, entrou em contato com o Folk Art Center. Logo, foi recebida uma ordem em Poltava para ir ao vilarejo de Bohdanivka, encontrar Bilokur e perguntar sobre suas obras.
Volodymyr Khitko, então chefe do conselho artístico e metodológico da Casa de Arte Folclórica regional, visitou Bohdanivka. Ele mostrou várias pinturas de Kateryna Bilokur em Poltava para o artista Matvey Dontsov. Em 1940, uma exposição de 11 pinturas de Bilokur foi inaugurada na Casa de Arte Folclórica de Poltava. A exposição foi um grande sucesso e a artista foi premiada com uma viagem a Moscou. Acompanhada por Volodymyr Khitko, ela visitou a Galeria Tretyakov e o Museu Pushkin.
Bilokur foi rapidamente reconhecida como uma artista popular que, segundo os líderes do Partido Comunista, captura o “realismo socialista”, mas a obra de Bilokur é conhecida por preservar a identidade do campo ucraniano. Em 1944, Vasyl Nahai, diretor do Museu Estatal de Artes Decorativas Folclóricas da Ucrânia, visitou Bohdanivka e adquiriu várias pinturas de Bilokur. É graças a essa compra que o Museu de Artes Decorativas Folclóricas da Ucrânia tem a melhor coleção de obras de Bilokur. Em 1947, Bilokur teve a oportunidade de pintar a imagem de Stalin, mas recusou.
Em 1949, Bilokur tornou-se membro da União dos Artistas da Ucrânia. Na década de 1950, Bilokur desenvolveria sua técnica única de aquarela.
Em 1951, ela foi premiada com o "Emblema de Honra" e recebeu o título de Artista Homenageada da RSS da Ucrânia. Em 1954, três pinturas de Bilokur — “Tsar Kolos”, “Birch” e “Kolkhoz Field” — foram incluídas na exposição de arte soviética na Exposição Internacional de Paris). Diz-se que as obras foram vistas por Pablo Picasso, que falou sobre Bilokur da seguinte forma: "Se tivéssemos uma artista deste nível, faríamos o mundo inteiro falar dela!". Bilokour assinava suas pinturas com a seguinte inscrição: “Kateryna Bilokur pintou a partir da natureza” (Kateryna Bilokur pintada a partir da natureza), mas as autoridades soviéticas, em publicações estatais, assinavam suas pinturas como “obras de uma trabalhadora de uma fazenda coletiva da vila de Bohdanivka”
Em 1956, Bilokur recebeu o título de "Artista do Povo" da RSS da Ucrânia. Nos anos seguintes, as obras de Bilokur foram regularmente exibidas em exposições em Poltava, Kiev, Moscou e outras cidades. Bilokur nunca recebeu um passaporte para viajar. Os seus amigos pediram aos líderes do Partido Comunista que lhe fosse permitido mudar-se para Kiev, mas estes pedidos foram negados.
Com o tempo, Bilokur conquistou a amizade de vários artistas e críticos de arte que a compreendiam e a respeitavam. Ela os conheceu pessoalmente e se correspondeu com eles pelo correio. Com base nas coleções de cartas de Bilokur, entre seus amigos por correspondência estavam o poeta Pavel Tychina e sua esposa Lydia Petrovna, o crítico de arte Stefan Taranushenko, o diretor do Museu de Artes Decorativas Folclóricas Ucranianas, Vasily Nagai, as artistas Elena Kulchitskaya, Matvey Dontsov e Emma Gurovich. Em Bogdanivka, ela começou a dar aulas de arte; entre seus alunos estavam Olga Binchuk, Tamara Ganzha e Anna Samarskaya.

## Anos finais

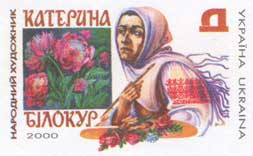
Selo ucraniano de 2000 retratando Bilokur.

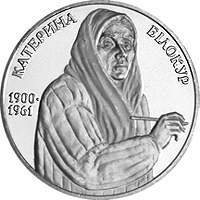
Moeda de Kateryna Bilokur.

Em 1948, seu pai, Vasily Bilokur, morreu. Katheryna morou com a mãe doente por um tempo e, posteriomente, seu irmão Grigory, sua esposa e cinco filhos foram morar com eles. Na primavera de 1961, sua mãe sofreu com fortes dores no abdômen e nas pernas. Os remédios caseiros não ajudaram, e a farmácia local não tinha os medicamentos necessários. No início de junho de 1961, sua mãe de 94 anos morreu. No mesmo ano, Bilokur foi levada ao hospital regional de Yagotynsky. Em 10 de junho, ela foi submetida a uma operação que não deu certo e, no mesmo dia, Bilokur morreu. Ela foi enterrada em sua aldeia natal de Bogdanivka. O autor da lápide é um escultor chamado Ivan Gonchar.

## Pinturas
A maioria das pinturas de Kateryna Bilokur era de flores. Ela costumava combinar elementos da primavera e do outono em suas pinturas, e um quadro assim era desenhado da primavera ao outono. Por exemplo, seis dálias na pintura “O campo da fazenda coletiva” foram pintadas em três semanas. Ela não pintava flores cortadas, observando: “As flores, como as pessoas, estão vivas, têm alma! E a flor rasgada não é mais uma flor”.
Além de flores, Bilokur pintava paisagens e retratos. Várias vezes ela tentou retratar a história de uma cegonha trazendo uma criança, mas abandonou essa ideia.
Na década de 1950, Bilokur fez suas primeiras tentativas de pintura em aquarela. Seus melhores trabalhos da época - "A vila de Bohdanivka em setembro", "Além da vila" (1956), "Início da primavera" (1958), "Outono" (1960) - são caracterizados por extraordinária expressividade emocional. Nos últimos anos de sua vida, marcados por uma doença grave, Bilokur criou uma série de telas notáveis: "Margaridas" (1958), "Peônias" (1958), "Maçãs de Bohdaniv" (1959), "Ramo de flores" (1960) e outras.
Ela não trabalhava com frequência com aquarela e lápis cinza porque se sentia mais atraída pelas tintas a óleo: “Eu mesma fiz meus pincéis — peguei pelos do mesmo comprimento do rabo de um gato. Cada tinta tem seu próprio pincel. Eu mesma descobri a técnica de preparação da tela”.

## Tributos
Em 7 de dezembro de 2020, o Google comemorou seu 120º aniversário com um Doodle do Google.
Em novembro de 2024, uma cratera no planeta Mercúrio foi nomeada em sua homenagem.